# Rugby à XV au Népal
Le rugby à XV au Népal est un sport nouveau dans ce pays, reconnu par le National Sports Council, dont la fédération a adhéré à l'Asian Rugby Football Union en 2014.

## Historique
La fédération népalaise a organisé le 1er championnat national de rugby à 7 au National Stadium de Katmandou le 31 janvier 2015 dans lequel ont participé des équipes régionales.

## Fédération népalaise de rugby à XV
La Fédération népalaise de rugby à XV a été admise comme membre associé par le Conseil Général de l'ARFU qui s'est tenu à Vientiane au Laos le 1er juin 2014.